# Mollitrichosiphum tenuicorpus
Mollitrichosiphum tenuicorpus är en insektsart som först beskrevs av Shûji Okajima 1908.  Mollitrichosiphum tenuicorpus ingår i släktet Mollitrichosiphum och familjen långrörsbladlöss. Inga underarter finns listade i Catalogue of Life.